# Chlorisanis viridis
Chlorisanis viridis là một loài bọ cánh cứng trong họ Cerambycidae.